# Алексіс Мішель
Алексіс Мішель (англ. Alexis Michelle) сценічне ім'я Алекса Майклза (англ. Alex Michaels) — американська Дрег-квін та співак. Більш відомий участю в дев'ятому сезоні реаліті-шоу RuPaul's Drag Race.

## Юність
Майклз виріс у Нью-Йорку. Навчався акторському мистецтву та співу в Університеті Мічигану та Інтерлоченському центрі мистецтв.
Дреґом почав займатися в віці десяти років, професійно почав виступати в 2003 році. Є дреґ-матірю Dusty Ray Bottoms. В одному з епізодів дев'ятого сезону показано, як він носив футболку з Dusty, а в десятому сезоні Bottoms носила футболку Алексіс. Майклз проходив прослуховування на Drag Race вісім разів, перш ніж його взяли на зйомки дев'ятого сезону.

## Кар'єра
Алексіс Мішель була представлена одним із чотирнадцяти учасників змагань, дев'ятого сезону RuPaul's Drag Race 2 лютого 2017 року. Переможець конкурсу «Snatch Game» в шостому епізоді, взявши образ Лайзи Міннеллі. Була номінантом на вибування, вибила Farrah Moan в ліпсинку, співавши пісню Доллі Партон — «Baby I'm Burnin'». В 11 епізоді МІшель знову опинилася на межі вильоту разом з Peppermint, програвши на цей раз в ліпсинку, співаючи пісню Village People — «Macho Man», посівши 5 місце.
Виступає в кабаре Feinstein's/54 Below, в шоу «Alexis, I Am!».
Мішель разом з БіБі Захарою Бенет, Жужубі, Торжі Тор знялася в шоу Drag Me Down the Aisle, 9 березня 2019 року, на каналі TLC. Згодом Алексіс знялася в новому дреґ-шоу Dragnificent! прем'єра якого відбудеться у квітні 2020 року.

## Музична кар'єра
Мішель співпрацювала разом з Сашою Велюр, Аджа та Peppermint для запису синглу «C.L.A.T.» в квітні 2017 року.
11 травня 2018 року Мішель випускає дебютний альбом Lovefool. Музичний кліп на однойменний сингл гурту The Cardigans став доступний 17 травня 2018 року.

## Цікаві факти
- Його кузиною є співачка Ліза Лоб.[14][15]
- Сповідує юдаїзм.[16]

## Фільмографія

### Телебачення
| Рік  | Назва                        | У ролі | прим.    | Ref   |
| ---- | ---------------------------- | ------ | -------- | ----- |
| 2017 | RuPaul's Drag Race (9 сезон) | Себе   | Учасниця | [ 5 ] |
| 2017 | RuPaul's Drag Race: Untucked | Себе   | Учасниця | [ 5 ] |
| 2019 | Drag Me Down the Aisle       | Себе   |          | [ 9 ] |

### Веб серіали
| Рік  | Назва                | У ролі | Прим.                               | Ref.   |
| ---- | -------------------- | ------ | ----------------------------------- | ------ |
| 2017 | Drag Queen Carpool   | Себе   | Гість, ведуча разом з РуПолом       | [ 17 ] |
| 2017 | Drag Makeup Tutorial | Себе   | Гість                               | [ 18 ] |
| 2017 | Whatcha Packin'      | Себе   | Гість                               | [ 19 ] |
| 2017 | COSMO Queens         | Себе   | ГІсть                               | [ 20 ] |
| 2017 | Queen To Queen       | Себе   | Гість, разом з Чарлі Хайдс          | [ 21 ] |
| 2017 | How To Makeup        | Себе   | Гість                               | [ 22 ] |
| 2018 | Hey Qween            | Себе   | Гість                               | [ 23 ] |
| 2018 | Transformations      | Себе   | Гість; Епізод: «Alexis Michelle»    | [ 24 ] |
| 2018 | Out of the Closet    | Себе   | Гість, 4 Епізод                     | [ 25 ] |
| 2018 | The Pit Stop         | Себе   | Гість, Епізод: «The B*tchlor»       | [ 26 ] |
| 2019 | Bootleg Opinions     | Себе   | Гість; Ведуча разом з Юхуа Хамасакі | [ 27 ] |
| 2020 | The Pit Stop         | гість  | [ 28 ]                              |        |

### Музичні відео
| Рік  | Назва                              | Виконавець                    | Прим.  |
| ---- | ---------------------------------- | ----------------------------- | ------ |
| 2017 | «Too Funky»                        | Peppermint featuring Ari Gold | [ 29 ] |
| 2018 | «LOVEFOOL»                         | Alexis Michelle               | [ 30 ] |
| 2019 | «Rocking Around The Hanukkah Bush» | Alexis Michelle               | [ 31 ] |

## Дискографія

### Альбоми
| Рік  | Назва    |
| ---- | -------- |
| 2018 | Lovefool |

### Синґли
| Рік  | Назва                                                |
| ---- | ---------------------------------------------------- |
| 2017 | C.L.A.T. (при участі Саша Велюр, Аджа та Peppermint) |
| 2018 | Lovefool                                             |